# Yotala
Yotala ou Villa de Yotala est une localité et commune de Bolivie, capitale de la province Samuel Oropeza, dans le département de Chuquisaca. 

## Géographie
Yotala est située à une altitude de 2 590 mètres, à 18 kilomètres au sud de la capitale du pays, Sucre.
Yotala comprend les quatre cantons de Huayllas, Pulqui, Tuero et Yotala.

## Population
Au recensement de 2012, Yotala comptait une population de 9 500 habitants.